# Stazione di Milazzo (1890)
La stazione di Milazzo era una stazione ferroviaria posta sul vecchio tracciato della linea Palermo-Messina utilizzata fino al 1991.

## Storia
La stazione entrò in servizio il 20 agosto 1890 insieme al tratto San Filippo–Milazzo, continuando il suo esercizio fino al 29 novembre 1991, quando fu chiusa in seguito all'entrata in funzione della variante tra Bivio Terme Vigliatore-Patti S.P.P e Pace del Mela e sostituita dalla nuova stazione cittadina.

## Strutture e impianti
La fermata disponeva di un fabbricato viaggiatori e di quattro binari passanti. Dopo la chiusura, i binari sono stati definitivamente smantellati mentre il fabbricato, i cui ingressi sono stati murati, e la piazza antistante versano in stato avanzato di degrado.